# Eois denlerata
Eois denlerata là một loài bướm đêm trong họ Geometridae.